# Oï ou louzi tchervona kalyna
Oï ou louzi tchervona kalyna (en ukrainien : Ой у лузі червона калина — « Oh, dans la prairie, la Viorne rouge s'est couché ») est une marche patriotique ukrainienne, publiée pour la première fois en 1875 par Włodzimierz Antonowicz et Mykhaïlo Drahomanov,,. Écrite dans une version actualisée par le compositeur Stepan Charnetsky (en) en 1914, en l'honneur et à la mémoire des fusiliers de la Sitch durant la Première Guerre mondiale, elle a ensuite été adoptée par l'Armée populaire ukrainienne lors de la guerre d'indépendance. Ce chant existe dans de nombreuses versions aux multiples reprises.
La Viorne rouge ou Bois à quenouille (kalyna en ukrainien) — arbuste à feuilles caduques pouvant atteindre quatre à cinq mètres de haut — est mentionné dans tout le répertoire folklorique ukrainien. La viorne rouge possède un charme national particulier et sa forme est représentée sur les bords du drapeau du président de l'Ukraine.
Depuis l'annexion par la Russie, en 2014, de la péninsule ukrainienne de Crimée, puis de son invasion en 2022, chanter en Crimée des « hymnes nationalistes » tels que Chervona Kalyna est passible d'amendes et d'emprisonnement.

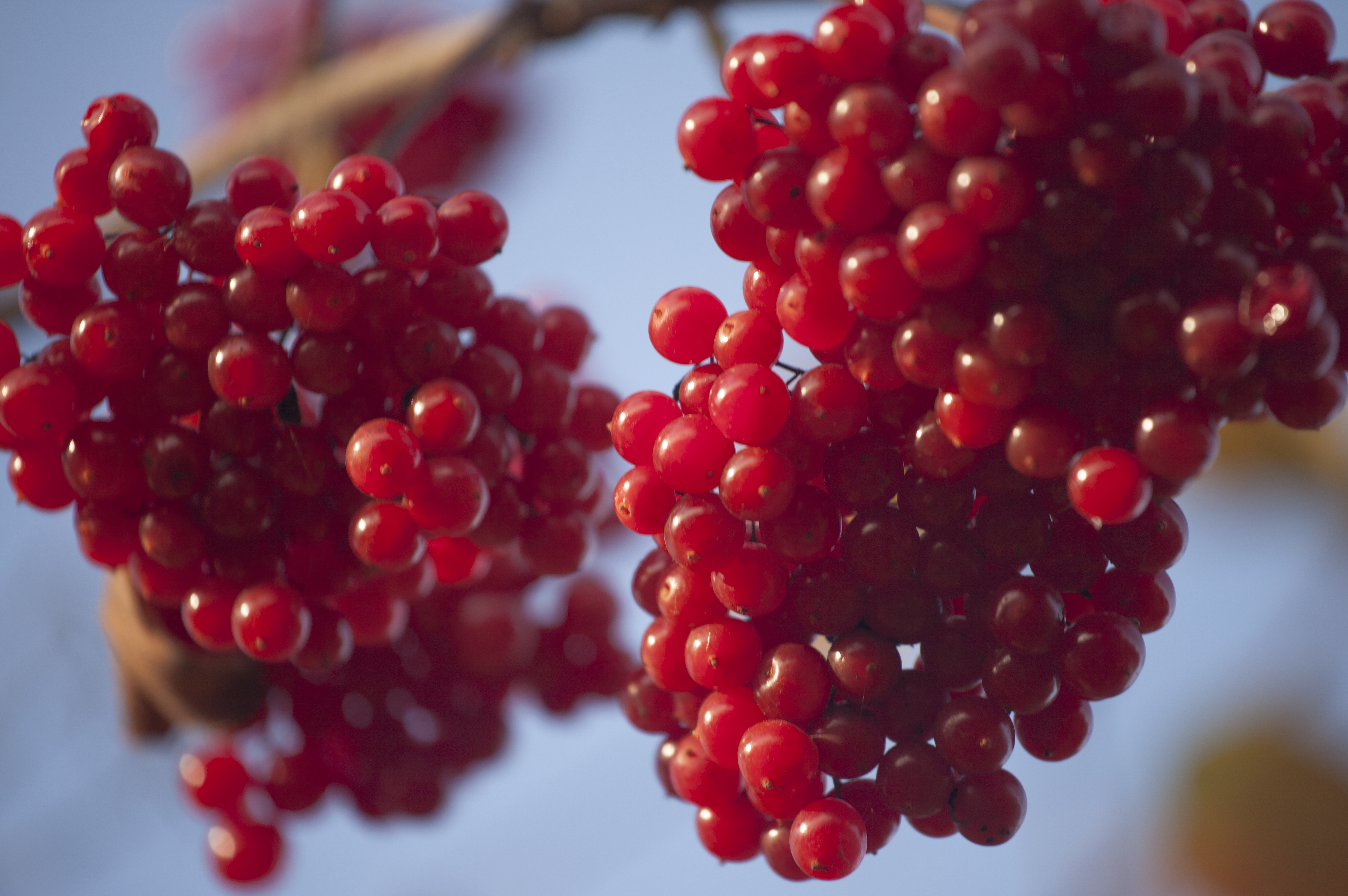
Les baies rouges du viorne (kalyna en ukrainien) sont un symbole qui fait partie de la culture ukrainienne depuis les temps anciens.

## Histoire

### Sous l'URSS
En raison de son association avec le désir d'indépendance du peuple ukrainien, ce chant est interdit au cours de la période où l'Ukraine était encore une république soviétique (1919-1991). Néanmoins, les patriotes ukrainiens la chantent alors par bravade, car quiconque est surpris à le faire est emprisonné, battu, voire même déporté.

### Retour en force d’un chant patriotique

#### Symbole patriotique ukrainien

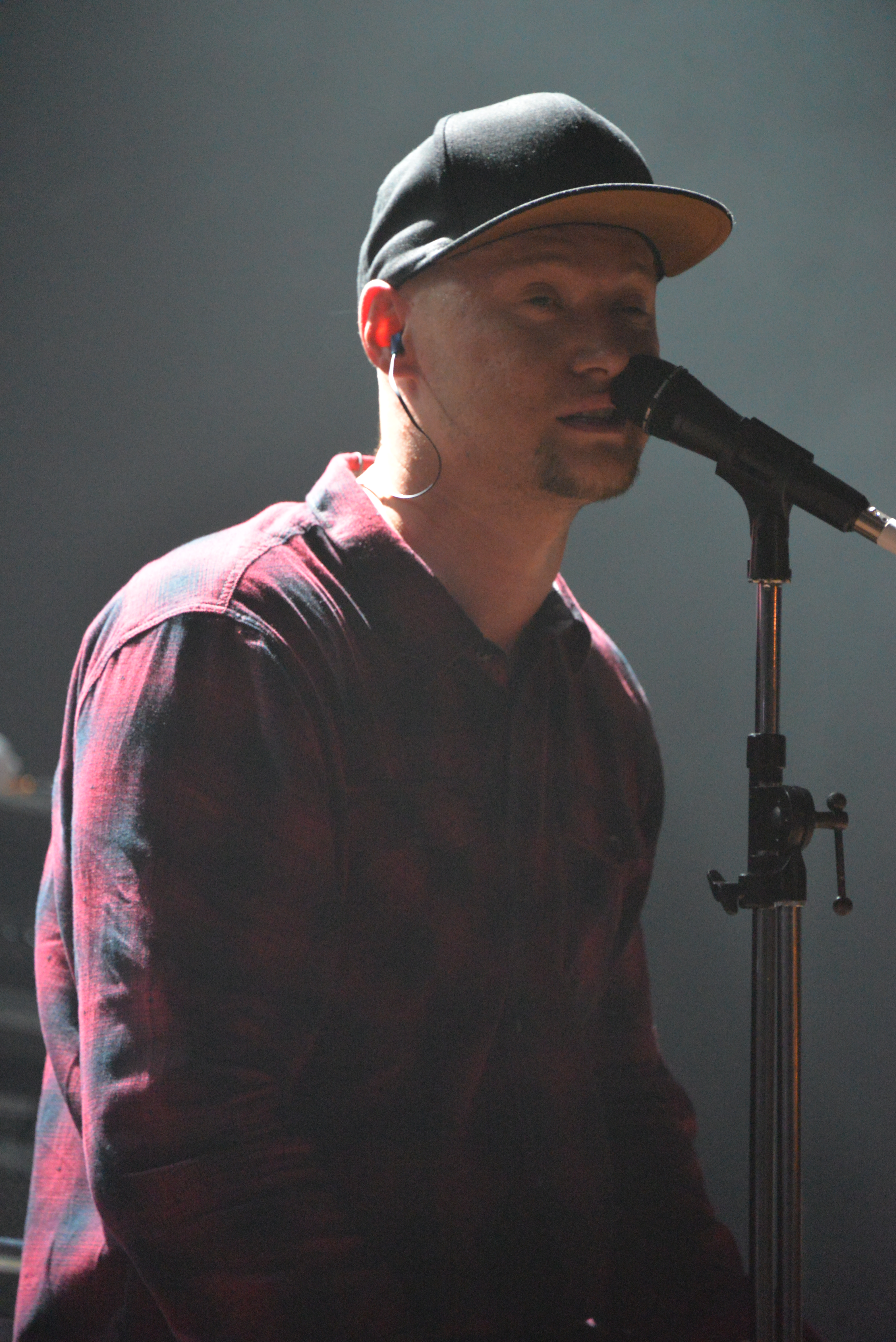
Andriy Khlyvnyuk, du groupe ukrainien BoomBox.

En mars 2022, ce chant attire l'attention internationale lorsque sur Instagram, une vidéo d'une interprétation a cappella du premier couplet par Andriy Khlyvnyuk, du groupe ukrainien BoomBox, est remixée par différents artistes à travers le monde.
BoomBox est en tournée aux États-Unis lorsque l'invasion de l'Ukraine par la Russie commence le 24 février. C'est pour cette raison que Khlyvnyuk écourte la tournée pour rentrer au pays afin de rejoindre les forces armées. Il enregistre la vidéo en uniforme, debout près de la place Sophia à Kiev, et la télécharge sur son compte Instagram le 27 février, où elle devient virale.
Le premier artiste à remixer l'interprétation de Khlyvnyuk est le musicien sud-africain The Kiffness, début mars 2022,,. Fin mars, les danseurs sur glace ukrainiens Oleksandra Nazarova et Maksym Nikitin interprètent la version de Khlyvnyuk lors des Championnats du monde de patinage artistique 2022, en signe de protestation contre l'invasion.
En avril 2022, Pink Floyd utilise l'enregistrement de Khlyvnyuk pour la partie vocale de Hey, Hey, Rise Up, un single et une vidéo que le groupe sort au profit de l'aide humanitaire ukrainienne,. Dans la vidéo, on voit la performance de Khlyvnyuk projetée en arrière-plan du groupe, partiellement visible sur un écran géant, tandis qu'ils jouent. La chanson s'ouvre tout d'abord sur un autre enregistrement de Oh, [...] la viorne rouge... par le Chœur folklorique ukrainien Veryovka (en),.
Depuis, de nouvelles versions sont apparues sur YouTube, et même des remixes du remix original,,.

#### Interdiction en Crimée
À la suite de l'annexion par la Russie, en 2014, de la péninsule ukrainienne de Crimée, puis de l'invasion de l'Ukraine par la Russie, chanter en Crimée des « hymnes nationalistes » tels que Chervona Kalyna est jugé discriminant pour l'armée russe, et est puni d'amendes et d'emprisonnement. En septembre 2022, les autorités d'occupation russes en Crimée ont emprisonné et condamné à une amende les personnes présentes à une fête de mariage pour avoir « discrédité » les forces armées russes en jouant cette chanson. Les personnes figurant sur la vidéo publiée en ligne et dans laquelle ils chantentont été emprisonnés et condamnés à une amende,.
Sergueï Aksionov, le chef russe de la péninsule de Crimée, avertit que les autorités puniront sévèrement les personnes qui chantent de telles chansons. Il déclare que « les gens qui font cela agissent comme des traîtres » et qu'un groupe spécial des services de sécurité du Service fédéral de sécurité de la fédération de Russie (FSB) travaille sur cette question,.

## Paroles
| Paroles Uk | Translitération | Paroles Fr |
| --- | --- | --- |
| Ой у лузі червона калина похилилася, Чогось наша славна Україна зажурилася. А ми тую червону калину підіймемо, А ми нашу славну Україну, гей-гей, розвеселимо! А ми тую червону калину підіймемо, А ми нашу славну Україну, гей-гей, розвеселимо!                          | Oi u luzi chervona kalyna pokhylylasia, Chohos nasha slavna Ukraina zazhurylasia. A my tuiu chervonu kalynu pidiimemo, A my nashu slavnu Ukrainu, hei-hei, rozveselymo! A my tuiu chervonu kalynu pidiimemo, A my nashu slavnu Ukrainu, hei-hei, rozveselymo!                          | Oh, dans le pré, la viorne rouge s'est inclinée, Notre glorieuse Ukraine a une bonne raison d'être triste. Et nous relèverons cette viorne rouge, Et nous soutiendrons notre glorieuse Ukraine, hey, hey ! Et nous relèverons cette viorne rouge, Et nous soutiendrons notre glorieuse Ukraine, hey, hey !                                         |
| Не хилися, червона калино, маєш білий цвіт, Не журися, славна Україно, маєш вільний рід. А ми тую червону калину підіймемо, А ми нашу славну Україну, гей-гей, розвеселимо! А ми тую червону калину підіймемо, А ми нашу славну Україну, гей-гей, розвеселимо!             | Ne khylysia, chervona kalyno, maiesh bilyi tsvit, Ne zhurysia, slavna Ukraino, maiesh vilnyi rid. A my tuiu chervonu kalynu pidiimemo, A my nashu slavnu Ukrainu, hei-hei, rozveselymo! A my tuiu chervonu kalynu pidiimemo, A my nashu slavnu Ukrainu, hei-hei, rozveselymo!          | Ne t'abaisse pas, viorne rouge, tu as une fleur blanche, Ne t'inquiète pas, glorieuse Ukraine, tu viens d'une libre lignée. Et nous relèverons cette viorne rouge, Et nous soutiendrons notre glorieuse Ukraine, hey, hey ! Et nous relèverons cette viorne rouge, Et nous soutiendrons notre glorieuse Ukraine, hey, hey !                        |
| Марширують наші добровольці у кривавий тан, Визволяти братів-українців з московських кайдан. А ми наших братів-українців визволимо, А ми нашу славну Україну, гей-гей, розвеселимо! А ми наших братів-українців визволимо, А ми нашу славну Україну, гей-гей, розвеселимо! | Marshyruiut nashi dobrovoltsi u kryvavyi tan, Vyzvoliaty brativ-ukraintsiv z Moskovskykh kaidan. A my nashykh brativ-ukraintsiv vyzvolymo, A my nashu slavnu Ukrainu, hei-hei, rozveselymo! A my nashykh brativ-ukraintsiv vyzvolymo, A my nashu slavnu Ukrainu, hei-hei, rozveselymo! | Nos volontaires marchent dans une danse sanglante, Pour libérer nos frères ukrainiens des chaînes de Moscou. Et nous libérerons nos frères ukrainiens, Et nous soutiendrons notre glorieuse Ukraine, hey, hey ! Et nous libérerons nos frères ukrainiens, Et nous soutiendrons notre glorieuse Ukraine, hey, hey !                                 |
| Ой у полі ярої пшенички золотистий лан, Розпочали стрільці українські з ворогами тан. А ми тую ярую пшеничку ізберемо, А ми нашу славну Україну, гей-гей, розвеселимо! А ми тую ярую пшеничку ізберемо, А ми нашу славну Україну, гей-гей, розвеселимо!                    | Oi u poli yaroi pshenychky zolotystyi lan, Rozpochaly striltsi ukrainski z vorohamy tan. A my tuiu yaruiu pshenychku izberemo, A my nashu slavnu Ukrainu, hei-hei, rozveselymo! A my tuiu yaruiu pshenychku izberemo, A my nashu slavnu Ukrainu, hei-hei, rozveselymo!                 | Oh dans un champ de blé d'or au début du printemps, Les fusiliers ukrainiens ont commencé à décimer l'ennemi. Et nous récolterons ce blé de printemps, Et nous soutiendrons notre glorieuse Ukraine, hey, hey ! Et nous récolterons ce blé de printemps, Et nous soutiendrons notre glorieuse Ukraine, hey, hey !                                  |
| Як повіє буйнесенький вітер з широких степів, То прославить по всій Україні січових стрільців. А ми тую стрілецькую славу збережемо, А ми нашу славну Україну, гей-гей, розвеселимо! А ми тую стрілецькую славу збережемо, А ми нашу славну Україну, гей-гей, розвеселимо! | Yak poviie buinesenkyi viter z shyrokykh stepiv, To proslavyt po vsii Ukraini sichovykh striltsiv. A my tuiu striletskuiu slavu zberezhemo, A my nashu slavnu Ukrainu, hei-hei, rozveselymo! A my tuiu striletskuiu slavu zberezhemo, A my nashu slavnu Ukrainu, hei-hei, rozveselymo! | Comme les vent déchaînés soufflant des vastes steppes, Ils honoreront, dans toute l'Ukraine, les fusiliers de la Sitch. Et nous préserverons ainsi l'honneur des fantassins, Et nous soutiendrons notre glorieuse Ukraine, hey, hey ! Et nous préserverons ainsi l'honneur des fusiliers, Et nous soutiendrons notre glorieuse Ukraine, hey, hey ! |